# Malidah
Kaja Skrbinšek, slovenska pevka in glasbenica, ki deluje pod umetniškim imenom Malidah (izg. málidah). Izvaja elektronsko glasbo. Poleg solo glasbene kariere je tudi članica skupine Liamere, v kateri je tudi Andi Koglot - Ferguson. Leta 2016 je izdala edini album z naslovom Lonely Souls, ki je sestavljen iz elektronsko-ambientalnih R&B kompozicij. Album je aranžirala in producirala sama.
Debitantski studijski album Lonely Souls je bil ob koncu leta 2016 v reviji Hrupmag album izbran za 9. najboljši domači album leta.

## Diskografija
Kot solo izvajalka
- Lonely Souls (2016)
- Broken Circuits (2021)

V skupini Liamere
- Liamere (2015)
- Provinces (2018)